# Synurella dentata
Synurella dentata är en kräftdjursart som beskrevs av Leslie Raymond Hubricht 1943. Synurella dentata ingår i släktet Synurella och familjen Crangonyctidae. Inga underarter finns listade i Catalogue of Life.